# José Pedro Biléu
José Pedro Biléu est un footballeur portugais né le 10 avril 1932 à Mora et mort le 9 avril 2016. Il évoluait au poste d'ailier gauche.

## Biographie

### En club
Il est l'un des plus grands joueurs du Lusitano de Évora, il évolue au club pendant près de 14 saisons,,.
En 1952, Bileu découvre, en même temps que son club la première division portugaise,,.
Il dispute un total de 302 matchs pour 85 buts marqués en première division portugaise,.
C'est sur une fausse note qu'il raccroche les crampons en 1966, le club quittant la première division. Le Lusitano de Évora restera alors de nombreuses années dans les divisions inférieures portugaises,,.

### En équipe nationale
International portugais, il reçoit deux sélections en équipe du Portugal, toutes les deux en amical. Le 22 mai 1955, il dispute un match contre l'Angleterre (victoire 3-1 à Porto). Le 25 mars 1956, il joue une rencontre contre la Turquie (victoire 3-1 à Oeiras).